# 노르베르토 알론소
노르베르토 오스발도 알론소(스페인어: Norberto Osvaldo Alonso, 1953년 1월 4일 ~ )는 은퇴한 아르헨티나 출신의 축구 선수이다. 포지션은 공격수 또는 공격형 미드필더였다. 1978년 FIFA 월드컵 우승 멤버이기도 하다. 리버 플레이트에서 5번째로 많은 골(149골)을 넣었고, 7번째로 많이 경기(374경기)에 출전했다.
알론소는 부에노스 아이레스의 외곽에서 자랐고, 리버 플레이트의 청소년 클럽에서 축구를 시작했다. 1970년 성인 클럽에서 데뷔했고, 1975년 나시오날 챔피언쉽과 메트로폴리타노 챔피언쉽에서 모두 우승을 차지했다. 1976년에는 올랭피크 드 마르세유로 이적했으나 좋은 활약을 보여주지못했고, 다시 리버 플레이트로 돌아갔다. 팀은 1979년과 1981년 사이에서 4번의 우승을 차지했고, 팀은 세계에서 가장 비싼 팀중 하나가 되었다. 알론소는 아르헨티나 축구 국가대표팀에도 뽑혀 월드컵에 출전해 우승하는 것을 도왔다.
그는 당시 리버 플레이트의 감독 알프레도 디 스테파노와 자주 마찰을 빚었는데, 1981년 나시오날 챔피언쉽이 끝난 후 이적 명단에 올라갔고, 벨레스 사르스필드로 이적해 카를로스 비앙키와 같이 뛰게 되었다. 그러나 그는 1983년 다시 리버 플레이트로 돌아왔다. 엔초 프란체스콜리와 같이 뛴 그는 1985-86 시즌에 3번의 우승(리그, 코파 리베르타도레스, 인터콘티넨털컵)을 해 다시 성공적인 시간을 보낸 후 1987년 은퇴했다. 은퇴 이후에는 보험 회사를 설립하기도 했다.